# Ofentse Mogawane
Ofentse Mogawane (Johannesburg, 20 febbraio 1982) è un velocista sudafricano.

## Record nazionali

### Seniores
- Staffetta 4×400 metri: 2'59"21 ( Taegu, 1º settembre 2011) (Oscar Pistorius, Ofentse Mogawane, Willem de Beer, Shane Victor)
- Staffetta 4×400 metri indoor: 3'08"45 ( Portland, 19 marzo 2014) (Thapelo Phora, Ofentse Mogawane, Jon Seeliger, Shaun de Jager)

## Palmarès
| Anno | Manifestazione          | Sede        | Evento      | Risultato  | Prestazione | Note  |
| ---- | ----------------------- | ----------- | ----------- | ---------- | ----------- | ----- |
| 2006 | Giochi del Commonwealth | Melbourne   | 4×400 m     | Argento    | 3'01"84     |       |
| 2008 | Campionati africani     | Addis Abeba | 400 m piani | Semifinale | 47"01       |       |
| 2008 | Campionati africani     | Addis Abeba | 4×400 m     | Oro        | 3'03"58     |       |
| 2009 | Mondiali                | Berlino     | 4×400 m     | Batteria   | 3'07"88     |       |
| 2011 | Mondiali                | Taegu       | 4×100 m     | Batteria   | 38"72       |       |
| 2011 | Mondiali                | Taegu       | 4×400 m     | Argento    | 2'59"87     |       |
| 2015 | Giochi panafricani      | Brazzaville | 400 m piani | Semifinale | 45"75       |       |
| 2016 | Mondiali indoor         | Portland    | 4×400 m     | Batteria   | 3'08"45     | [ 1 ] |
| 2016 | Campionati africani     | Durban      | 4×400 m     | Bronzo     | 3'04"73     |       |